# تشارلز تينانت
تشارلز تينانت (بالإنجليزية: Charles Tennant)‏ هو رجل صناعي إسكتلندي عاش في الفترة ما بين 1768 - 1838.
اهتم تينانت بالصناعة الكيميائية، حيث كان أول مَن تمكن من الحصول على محلول من هيبوكلوريت الكالسيوم (الجير المكلور)، وبعد ذلك على الشكل الصلب منه (مسحوق التبييض)، الأكثر ثباتاً وأماناً للاستعمال من ماء جافيل.